# Electrocerum pedestre
Electrocerum pedestre is een fossiele soort schietmot uit de familie Odontoceridae.